# .cat
.cat — домен для каталонских сайтов. Решение о его введении было принято в сентябре 2005 года. Регистрация началась в феврале 2006 года и была окончательно открыта для всех желающих с конца апреля 2006 года. Целью введения является поддержка развития каталонской культуры и языка. По данным за январь 2009 года было зарегистрировано более 33 тысяч доменных имён. Спонсором инициативы является организация Fundació puntCAT.

## История
До введения домена .cat члены каталоноязычного сообщества использовали для создания веб-страниц домены .es, .ad, .fr, .it (в основном выбор домена зависел от государства). Ранее были попытки зарегистрировать доменное имя .ct, но так как Каталония не фигурирует в списке ISO 3166-1, они не увенчались успехом. Для разрешения этой проблемы в сентябре 2005 года был введён домен .cat.

## Критерии регистрации доменного имени
Для прохождения процедуры регистрации необходимо доказать соответствие одному из критериев:
- под доменным именем в зоне .cat будет размещена информация на каталонском языке, которая уже находится в открытом доступе в интернете
- под доменным именем в зоне .cat будет размещена информация о развитии каталонской культуры или распространении языка
- минимум трое владельцев доменных имён в зоне .cat согласны с регистрацией нового домена